# Čierne Kľačany
Čierne Kľačany (allemand : Klatschan, hongrois : Feketekelecsény) est un village de Slovaquie situé dans la région de Nitra.

## Histoire
Première mention écrite du village en 1209.

## Démographie

### Évolution de la population
| Année:               | 1994. | 2004.   | 2014.   | 2024.   |
| -------------------- | ----- | ------- | ------- | ------- |
| Nombre de personnes: | 1125  | 1115    | 1104    | 1158    |
| Différence:          |       | -0,88 % | -0,98 % | +4,89 % |

| Année:               | 2023. | 2024.   |
| -------------------- | ----- | ------- |
| Nombre de personnes: | 1175  | 1158    |
| Différence:          |       | -1,44 % |